# 巴济安
巴济安（法語：Bazien，法語發音：[bazjɛ̃] ⓘ）是法国大東部大區孚日省的一个市镇，属于埃皮纳勒区。

## 地理
巴济安（48°24'41"N, 6°40'37"E）面积3.21 平方千米，位于法国大東部大區孚日省，该省份为法国东北部内陆省份，北起默兹省和默尔特-摩泽尔省，西接上马恩省，南至上索恩省和贝尔福地区省，东临上莱茵省和下莱茵省。
与巴济安接壤的市镇（或旧市镇、城区）包括：梅纳尔蒙、诺松库尔、圣巴尔布、德讷夫尔、丰特努瓦拉茹特、格隆维尔。

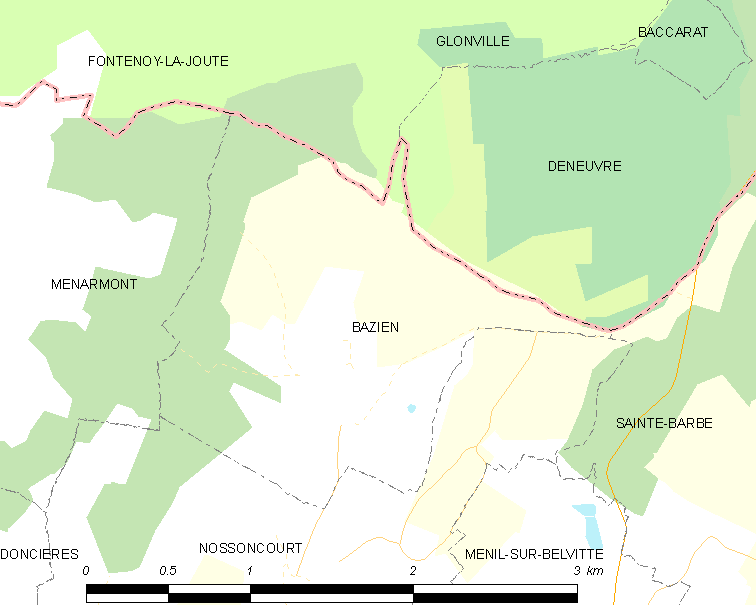
巴济安的OSM定位图

巴济安的时区为UTC+01:00、UTC+02:00（夏令时）。

## 行政
巴济安的邮政编码为88700，INSEE市镇编码为88042。

## 政治
巴济安所属的省级选区为拉翁莱塔普县。

## 人口

1962-2008年间巴济安人口变化图示

巴济安于2022年1月1日时的人口数量为79人。